# Francisco Pérez Sánchez
Francisco Pérez Sánchez (Murcia, 22 juli 1978) is een Spaans wielrenner. Hij won in 2003 twee etappes in de Ronde van Romandië maar werd in deze twee ritten betrapt op het gebruik van doping (epo).

## Belangrijkste overwinningen
2002
- 3e etappe Porto-Lissabon

2003
- 3e etappe Ronde van Romandië
- 4e etappe Ronde van Romandië

2005
- 1e etappe GP do Centro
- Eindklassement GP do Centro

2006
- Clásica de Almería

## Resultaten in voornaamste wedstrijden
| Jaar | Ronde van Italië | Ronde van Frankrijk | Ronde van Spanje |
| ---- | ---------------- | ------------------- | ---------------- |
| 2005 |                  |                     | 52e              |
| 2006 | 28e              |                     |                  |
| 2007 |                  | 72e                 |                  |
| 2008 | 67e              |                     |                  |
| 2009 | opgave           |                     | 88e              |